# Kerivoula africana
Kerivoula africana је врста слепог миша из породице вечерњака (лат. Vespertilionidae). 

## Распрострањење
Ареал врсте је ограничен на једну државу. Танзанија је једино познато природно станиште врсте.

## Станиште
Станиште врсте су влажне тропске шуме.

## Угроженост
Ова врста се сматра угроженом.